# Mimmi Kotka
Pour les articles homonymes, voir Kotka.
Lill Maria Kotka, connue sous le nom de Mimmi Kotka, est une coureuse d'ultrafond et une traileuse suédoise née le 12 juillet 1981. Membre de l'équipe suédoise d'ultratrail, elle a notamment remporté l' Ultra-Trail Courmayeur-Champex-Chamonix (CCC) en 2016, le marathon du Mont-Blanc et la TDS en 2017. En 2015, elle se classe huitième du championnat du monde IAU d'ultratrail. 

## Palmarès
| no   | féminin            | Course                                                  | Longueur | Départ            | Temps            |
| ---- | ------------------ | ------------------------------------------------------- | -------- | ----------------- | ---------------- |
| 14e  | Médaille d'or      | CCC                                                     | 101 km   | 26 août 2016      | 13 h 42 min 46 s |
| 10e  | Médaille d'or      | 80 km du Mont-Blanc                                     | 82 km    | 23 juin 2017      | 12 h 59 min 51 s |
| 21e  | Médaille d'argent  | Championnats d'Europe de skyrunning - Ultra SkyMarathon | 67 km    | 8 juillet 2017    | 10 h 30 min 21 s |
| 9e   | Médaille d'or      | Swiss Alpine Marathon K47                               | 47 km    | 29 juillet 2017   | 4 h 31 min 19 s  |
| 10e  | Médaille d'or      | TDS                                                     | 119 km   | 30 août 2017      | 15 h 47 min 07 s |
| 13e  | Médaille d'or      | Madeira Island Ultra-Trail (MIUT)                       | 115 km   | 28 avril 2018     | 15 h 51 min 31 s |
| 11e  | Médaille d'or      | 90 km du Mont-Blanc                                     | 91 km    | 29 juin 2018      | 12 h 09 min 45 s |
| 10e  | Médaille de bronze | Ultra-Trail Cape Town                                   | 100 km   | 1er décembre 2018 | 11 h 57 min 02 s |
| 113e | 13e                | Madeira Island Ultra Trail                              | 115 km   | 27 avril 2019     | 20 h 52 min 37 s |
| 5e   | Médaille d'or      | 6000D                                                   | 65 km    | 28 juillet 2019   | 7 h 01 min 11 s  |
| 42e  | Médaille d'argent  | Ultra Pirineu                                           | 94 km    | 5 octobre 2019    | 13 h 15 min 59 s |
| 18e  | Médaille de bronze | Lavaredo Ultra Trail                                    | 120 km   | 26 juin 2021      | 14 h 51 min 9 s  |
| 11e  | Médaille d'or      | 6000D                                                   | 67,4 km  | 24 juillet 2021   | 7 h 16 min 39 s  |
| 23e  | Médaille de bronze | Ultra-Trail du Mont-Blanc                               | 170 km   | 27 août 2021      | 25 h 8 min 29 s  |
| 21e  | Médaille d'argent  | Marathon-Race du Lac d'Annecy                           | 38 km    | 29 mai 2022       | 4 h 17 min 14 s  |
| 27e  | Médaille d'or      | Lavaredo Ultra Trail                                    | 120 km   | 24 juin 2022      | 14 h 51 min 25 s |
| 8e   | Médaille d'argent  | UT100                                                   | 100 km   | 26 novembre 2022  | 12 h 35 min 28 s |